# Pet Sematary (2019)
Pet Sematary is een Amerikaanse bovennatuurlijke horrorfilm uit 2019 geregisseerd door Kevin Kölsch en Dennis Widmyer en geschreven door Jeff Buhler, uit een schermverhaal van Matt Greenberg. Het is de tweede bewerking van de gelijknamige roman uit 1983 van Stephen King, na de film uit 1989. In de film spelen Jason Clarke, Amy Seimetz en John Lithgow en volgt een familie die een mysterieus kerkhof ontdekt in het bos achter hun nieuwe thuis.

## Synopsis
Dokter Louis Creed is net samen met zijn vrouw Rachel en hun twee jonge kinderen van Boston naar het platteland van Maine verhuisd. Daar ontdekt hij een mysterieuze begraafplaats in het bos vlak bij hun nieuwe huis. Dan slaat het noodlot toe en volgt er een reeks angstaanjagende en afgrijselijke gebeurtenissen.

## Rolverdeling
- Jason Clarke - Louis Creed
- Amy Seimetz - Rachel Creed
  - Sonia Maria Chirila - Rachel als kind
- John Lithgow - Jud Crandall
- Jeté Laurence - Ellie Creed
- Hugo Lavoie / Lucas Lavoie - Gage Creed
- Obssa Ahmed - Victor Pascow
- Alyssa Brooke Levine - Zelda, Rachels zus (als Alyssa Levine)
- Maria Herrera - Marcella
- Suzi Stingl - Norma
- Kelly Lee - Zuster Kelly
- Leo, Tonic, Jager en JD - Church